# Phyllonorycter latus
Phyllonorycter latus là một loài bướm đêm thuộc họ Gracillariidae. It is có thể widespread throughout miền tây Hoa Kỳ, but only known from Inyo County in California và Grand và Alamosa Counties in Colorado.
Chiều dài cánh trước là 3.7-4.4 mm. Con trưởng thành bay vào tháng 8 làm một đợt.
Ấu trùng ăn Populus tremuloides. Chúng ăn lá nơi chúng làm tổ.

## Etymology
The specific name is derived from the Latin latus (broad) in reference to relatively broad vinculum, the most diagnostic feature of this species.